# マウントネルソン
マウントネルソン (Mount Nelson) はイギリスで生産された競走馬。

## 経歴

### 2006年（2歳）
10月に競走馬デビュー戦迎えたが2着、約2週間後に初勝利を挙げた。次に連闘で重賞およびG1競走初挑戦となるクリテリウム・アンテルナシオナルに出走。スピリットワンをアタマ差で下しG1競走初勝利を挙げた。この勝利はロックオブジブラルタル産駒のG1競走初勝利となった。

### 2007年（3歳）
その後は2000ギニーやダービーに向けて調整されたが、調整不足を理由に結局すべて回避した。10月に約1年ぶりにチャンピオンステークスに出走したが11着に終わり、この年は1走したのみで休養に入った。

### 2008年（4歳）
休養を終え、5月のムーアズブリッジステークス (G3) は6着、続くシュマン・ド・フェル・デュ・ノール賞 (G3) は3着、クイーンアンステークスは同じ厩舎所属のハラダサンに敗れて5着だったが、7月にエクリプスステークスを制しG1競走通算2勝目を挙げた。約1年8か月ぶりの勝利であった。次走はアメリカ合衆国に初遠征してアーリントンミリオンに出走したが、2006年のクリテリウム・アンテルナシオナルで2着だったスピリットワンに敗れて3着だった。このレースを最後に現役を引退した。引退後はニューセルスパークスタッドで種牡馬となる。

## 年度別競走成績
- 2006年（3歳） 3戦2勝
  - 1着 クリテリウム・アンテルナシオナル (G1)
- 2007年（4歳） 1戦0勝
- 2008年（5歳） 5戦1勝
  - 1着 エクリプスステークス (G1)
  - 3着 シュマン・ド・フェル・デュ・ノール賞 (G3) 、アーリントンミリオン (G1)

## 種牡馬成績
- 2012年産
  - Librisa Breeze（2017年ブリティッシュ・チャンピオンズ・スプリントステークス）

## 血統表
| マウントネルソンの血統（ダンジグ系 / Danzig 3×5=15.63、Northern Dancer 4×4=12.50%%（父内）、Natalma 5×5×5=9.38%（父内）） | マウントネルソンの血統（ダンジグ系 / Danzig 3×5=15.63、Northern Dancer 4×4=12.50%%（父内）、Natalma 5×5×5=9.38%（父内）） | マウントネルソンの血統（ダンジグ系 / Danzig 3×5=15.63、Northern Dancer 4×4=12.50%%（父内）、Natalma 5×5×5=9.38%（父内）） | （血統表の出典）           | （血統表の出典） |
| 父 *ロックオブジブラルタル Rock of Gibraltar 1999 鹿毛                                                                    | 父の父*デインヒル Danehill 1986 鹿毛                                                                                      | Danzig | Northern Dancer            | Northern Dancer  |
| 父 *ロックオブジブラルタル Rock of Gibraltar 1999 鹿毛                                                                    | 父の父*デインヒル Danehill 1986 鹿毛                                                                                      | Danzig | Pas de Nom                 |                  |
| 父 *ロックオブジブラルタル Rock of Gibraltar 1999 鹿毛                                                                    | 父の父*デインヒル Danehill 1986 鹿毛                                                                                      | Razy Ana | His Majesty                | His Majesty      |
| 父 *ロックオブジブラルタル Rock of Gibraltar 1999 鹿毛                                                                    | 父の父*デインヒル Danehill 1986 鹿毛                                                                                      | Razy Ana | Spring Adieu               |                  |
| 父 *ロックオブジブラルタル Rock of Gibraltar 1999 鹿毛                                                                    | 父の母Offshore Boom 1985 栗毛                                                                                             | Be My Guest | Northern Dancer            | Northern Dancer  |
| 父 *ロックオブジブラルタル Rock of Gibraltar 1999 鹿毛                                                                    | 父の母Offshore Boom 1985 栗毛                                                                                             | Be My Guest | What a Treat               |                  |
| 父 *ロックオブジブラルタル Rock of Gibraltar 1999 鹿毛                                                                    | 父の母Offshore Boom 1985 栗毛                                                                                             | Push a Button | Bold Lad                   | Bold Lad         |
| 父 *ロックオブジブラルタル Rock of Gibraltar 1999 鹿毛                                                                    | 父の母Offshore Boom 1985 栗毛                                                                                             | Push a Button | River Lady                 |                  |
| 母 Independence 1988 鹿毛                                                                                                 | 母の父Selkirk 1988 栗毛                                                                                                   | Sharpen Up | *エタン                    | *エタン          |
| 母 Independence 1988 鹿毛                                                                                                 | 母の父Selkirk 1988 栗毛                                                                                                   | Sharpen Up | Rochetta                   |                  |
| 母 Independence 1988 鹿毛                                                                                                 | 母の父Selkirk 1988 栗毛                                                                                                   | Annie Edge | Nebbiolo                   | Nebbiolo         |
| 母 Independence 1988 鹿毛                                                                                                 | 母の父Selkirk 1988 栗毛                                                                                                   | Annie Edge | Friendly Court             |                  |
| 母 Independence 1988 鹿毛                                                                                                 | 母の母Yukon Hope 1993 鹿毛                                                                                                | *フォーティナイナー Forty Niner                                                                                           | Mr. Prospector             | Mr. Prospector   |
| 母 Independence 1988 鹿毛                                                                                                 | 母の母Yukon Hope 1993 鹿毛                                                                                                | *フォーティナイナー Forty Niner                                                                                           | File                       |                  |
| 母 Independence 1988 鹿毛                                                                                                 | 母の母Yukon Hope 1993 鹿毛                                                                                                | Sahara Forest | Green Desert               | Green Desert     |
| 母 Independence 1988 鹿毛                                                                                                 | 母の母Yukon Hope 1993 鹿毛                                                                                                | Sahara Forest | Home on the Range F-No.3-h |                  |